# Scopula semispurcata
Scopula semispurcata är en fjärilsart som beskrevs av W. Warren 1898. Scopula semispurcata ingår i släktet Scopula och familjen mätare. Inga underarter finns listade.